# 鲁斯兰·拉马赞诺夫
鲁斯兰·拉马赞诺夫（1987年2月10日—），是一名土库曼斯坦举重运动员，身高1.70米。2010年参加广州亚运会94公斤级比赛，因挺举没有成绩而未完成比赛。